# Muzhucode
Muzhucode es una  ciudad censal situada en el distrito de Kanyakumari en el estado de Tamil Nadu (India). Su población es de 8000 habitantes (2011). Se encuentra a 38 km de Thiruvananthapuram y a 70 km de Tirunelveli. 

## Demografía
Según el censo de 2011 la población de Muzhucode era de 8000 habitantes, de los cuales 3945 eran hombres y 4055 eran mujeres. Muzhucode tiene una tasa media de alfabetización del 88,97%, superior a la media estatal del 80,09%: la alfabetización masculina es del 91,55%, y la alfabetización femenina del 86,48%.